# Pouteria sapota
Vegeu també Mamey (desambiguació)
El mamey sapot (Pouteria sapota, antigament classificat com Lucuma mammosa), també conegut com a mamey roig, és una planta de la família de les sapotàcies originària de Mèxic i del nord de Sud-amèrica i molt comuna i apreciada a Cuba.
Està relacionat amb la sapodilla, que és el fruit del xiclet (Manilkara zapota), amb el caimito (Pouteria caimito) i amb el canistel (Pouteria campechiana), però no ho està amb el sapote negre (Diospyros digyna) ni amb el sapote blanc (Casimiroa edulis). Tampoc no s'ha de confondre amb el mamey groc (Mammea americana).